# Breviloquium
Bonaventuras Breviloquium aus dem Jahr 1257 ist eine Kurzdarstellung (lateinisch breviloquium) des christlichen Glaubens, ein kleiner mittelalterlicher Katechismus. Es wird auch als Kurzdogmatik oder im Vergleich zum umfangreichen Werk von Thomas von Aquin als „kleine Summe der Theologie“ bezeichnet. Es besteht aus einem Vorwort über die Heilige Schrift sowie aus sieben Hauptteilen: 1. über die Dreifaltigkeit, 2. über die Schöpfung, 3. über die Sünde, 4. über die Menschwerdung Christi, 5. über den Heiligen Geist, 6. über die Sakramente und 7. über das Jüngste Gericht. Das Buch hatte unter anderem Einfluss auf das Denken von Nikolaus Cusanus.

## Zitate
Als Mitbrüder mich baten, mit unserem armen kleinen Wissen in einer Summe etwas Kurzes über die Wahrheit der Theologie zu sagen, habe ich deren Bitten nachgegeben und mich bereit erklärt, ein Breviloquium (kurzes Wort) zu schreiben, in dem ich nicht alle Glaubenswahrheiten behandelt habe, sondern nur die wichtigsten, denen ich den Umständen entsprechend einige Erklärungen hinzugefügt habe.

## Texte
- Saint Bonaventure Breviloquium (Bref Discours) Ausgabe auf Französisch
- Breviloquium, doi:10.5076/e-codices-sbs-min0071 (Digitalisat auf E-codices).

## Sekundärliteratur
- Bonaventura: Breviloquium. Übertragen, eingeleitet und mit einem Glossar versehen von Marianne Schlosser. Einsiedeln – Freiburg 2002.
- Lernen von Bonaventura. Bonaventura: Breviloquium [Cod. Cus. 78], in: Hüttel, Richard (Hg.): Horizonte. Nikolaus von Kues in seiner Welt. S. 152–153. Trier 2001.